# Барон Монтегю из Бьюли
Барон Монтегю из Бьюли в графстве Гэмпшир (англ. Baron Montagu of Beaulieu) — наследственный титул в системе Пэрства Соединённого королевства, созданный в 1885 году.

## История
Ранее создавался титул барона Бьюли был создан для Эдварда Хасси (1721—1802). Он был мужем леди Изабеллы Монтегю (ум. 1786), вдовы Уильяма Монтегю, 2-го герцога Манчестера (1700—1739), и дочери Джона Монтегю, 2-го герцога Монтегю (1690—1749). В 1749 году Эдвард Хасси принял фамилию «Хасси-Монтегю», а в 1784 году для него был создан титул барона Бьюли из Бьюли в графстве Саутгемптон (Пэрство Великобритании). В 1802 году после смерти Эдварда Хасси-Монтегю титулы барона Бьюли и графа Бьюли угасли. Его единственный сын Джон Хасси-Монтегю, лорд Монтегю (1747—1787) скончался при жизни отца.
Генри Скотт, 3-й герцог Баклю (1746—1812), был женат с 1767 года на леди Элизабет Монтегю (1743—1827), дочери Джорджа Монтегю, 1-го герцога Монтегю (1712—1790), и леди Мэри Монтегю (1711—1775). Затем Генри Скотт принял фамилию «Монтегю-Дуглас-Скотт». 
29 декабря 1885 года был создан титул барона Монтегю из Бьюли для второго сына Уолтера Монтегю-Дугласа-Скотта, 5-го герцога Баклю — консервативного политика Генри Джона (1832—1905), который ранее представлял в Палате общин Великобритании Селкиркшир (1861—1868) и Южный Гэмпшир (1868—1884). Позже он изменил свою фамилию на «Дуглас-Скотт-Монтегю».
После смерти 1-го барона ему наследовал сын, Джон Уолтер Эдвард Дуглас-Скотт-Монтегю, 2-й барон Монтегю из Бьюли (1866—1929), консервативный политик, который ранее заседал в Палате общин от Нью-Фореста (1892—1905). Его единственный сын, Эдвард Джон Баррингтон Дуглас-Скотт-Монтегю, 3-й барон Монтегю из Бьюли (1926—2015), был одним из девяноста избранных наследственных пэров, которые остались в Палате лордов после принятия Акта Палаты лордов 1999 года, где занимал скамейку консерваторов.
Семейная резиденция баронов Монтегю из Бьюли — Замок Бьюли (графство Гэмпшир) около одноимённого поселения. Дом, построенный вокруг сторожки монастыря в аббатстве Бьюли (обширные руины которого являются главной особенностью усадьбы), был куплен в 1538 году Томасом Ризли, 1-м графом Саутгемптоном (1505—1550), когда аббатство было ликвидировано Генрихом VIII. Дом перешёл к семье Монтегю через брак Ральфа Монтегю, 2-го барона Монтегю (1638—1709), с леди Элизабет Ризли (1646—1690), дочерью Томаса Ризли, 4-го графа Саутгемптона (1607—1667).

## Бароны Монтегю из Бьюли (1885)
- 1885—1905: Генри Джон Дуглас-Скотт-Монтегю, 1-й барон Монтегю из Бьюли[англ.]  (5 ноября 1832 — 4 ноября 1905), второй сын Уолтера Монтегю Дугласа Скотта, 5-го герцога Баклю (1806—1884)[1]
- 1905—1929: Бригадир Джон Уолтер Эдвард Дуглас-Скотт-Монтегю, 2-й барон Монтегю из Бьюли[англ.] (10 июня 1866 — 30 марта 1929), старший сын предыдущего[2]
- 1929—2015: Эдвард Джон Баррингтон Дуглас-Скотт-Монтегю, 3-й барон Монтегю из Бьюли[англ.] (20 октября 1926 — 31 августа 2015), единственный сын предыдущего от второго брака[3]
- 2015 — настоящее время: Ральф Дуглас-Скотт-Монтегю, 4-й барон Монтегю из Бьюли (род. 13 марта 1961), единственный сын предыдущего от первого брака[4]
  - Наследник титула: достопочтенный Джонатан Дин Дуглас-Скотт-Монтегю (род. 11 октября 1975), единственный сын 3-го барона от второго брака, единокровный брат предыдущего[5].

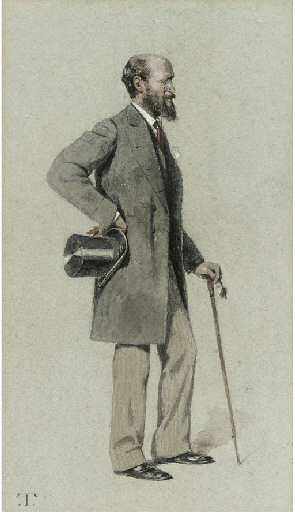
Генри Джон Дуглас-Скотт-Монтегю, 1-й барон Монтегю из Бьюли (1832—1905), британский журнал Vanity Fair, сентябрь 1881 года
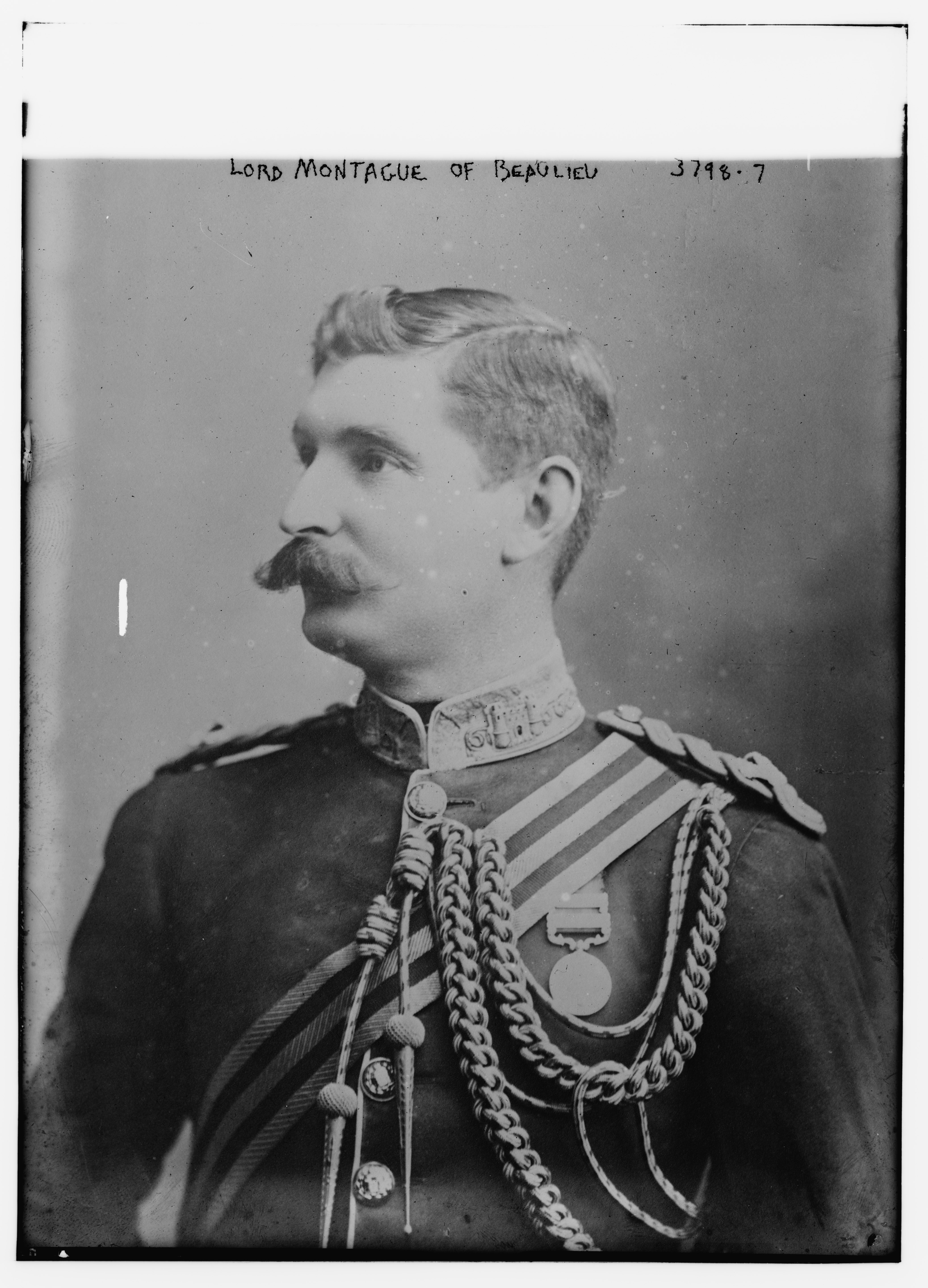
Джон Дуглас-Скотт-Монтегю, 2-й барон Монтегю из Бьюли (1866—1929), 1915 год
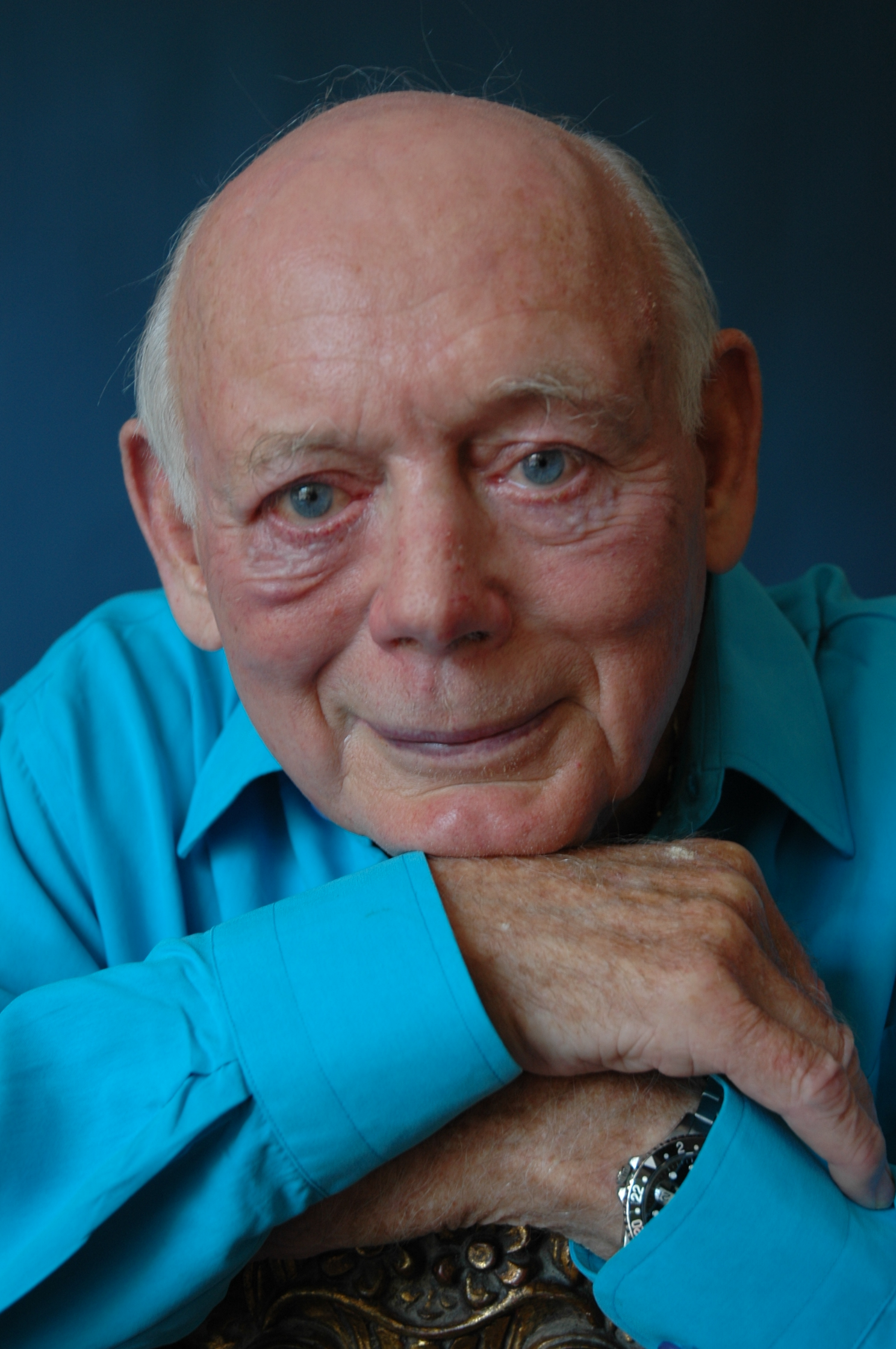
Эдвард Дуглас-Скотт-Монтегю, 3-й барон Дуглас из Бьюли (1926—2015)